# Ramsayellus grandis
Ramsayellus grandis är en kvalsterart som först beskrevs av Hammer 1967.  Ramsayellus grandis ingår i släktet Ramsayellus och familjen Humerobatidae. Inga underarter finns listade i Catalogue of Life.